# Hulta, Västerviks kommun
Hulta är en by i Västra Eds socken i norra Västerviks kommun. 1835 genomfördes laga skifte i byn.